# كيري ليستير
كيري ليستير (بالإنجليزية: Kerrie Lester)‏ هي رسامة أسترالية، ولدت في 31 مايو 1953 في Crown Street Women's Hospital ‏ في أستراليا، وتوفيت في 5 أبريل 2016 في سيدني في أستراليا بسبب ابيضاض الدم.